# 朱莉娅·吉雷蒂
朱莉娅·吉雷蒂（義大利語：Giulia Ghiretti，1994年2月16日—），意大利女子游泳运动员。她曾代表意大利参加2016年和2020年夏季残疾人奥林匹克运动会游泳比赛，获得二枚银牌和一枚铜牌。